# آکمی نگیشی

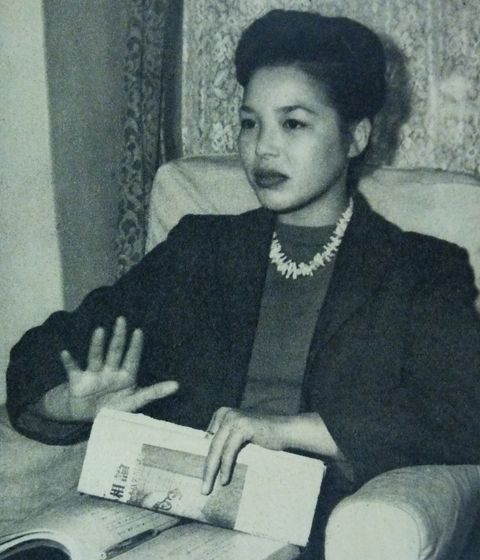
نگارهٔ آکمی نگیشی، هنرپیشهٔ زن اهل ژاپن - ۱۹۵۲

آکمی نگیشی (به ژاپنی: 根岸明美 Negishi Akemi) (۲۶ مارس ۱۹۳۴، توکیو - مرگ ۱۱ مارس ۲۰۰۸، کاواساکی، کاناگاوا) یک هنرپیشه زن اهل ژاپن بود. خانم نگیشی در چندین فیلم از کارگردان فیلم تحسین شده فیلم ژاپنی آکیرا کوروساوا، از جمله در اعماق،دودسکادن، ریش قرمز و من در ترس زندگی می‌کنم شرکت داشته است.